# ريغي هوستون
ريغي هوستون (بالإنجليزية: Reggie Houston)‏ هو عازف ساكسفون أمريكي، ولد في 2 يوليو 1947.